# Louis Leterrier
Louis Leterrier (Parigi, 17 giugno 1973) è un regista, produttore cinematografico, produttore televisivo e attore francese.

## Biografia
Figlio del regista François Leterrier e della costumista Catherine Leterrier, è batterista in una band giovanile, e apprende il mestiere in famiglia. In seguito studia Cinematografia alla Tisch School of the Arts della New York University. Nel 1997 lavora alla produzione di Alien - La clonazione e due anni dopo a Giovanna d'Arco.
Nel 2002 ha un piccolo ruolo in Asterix e Obelix - Missione Cleopatra, e contemporaneamente passa dietro la macchina da presa dirigendo The Transporter, di cui tre anni dopo dirigerà il seguito: Transporter: Extreme.
Nel 2008 è il regista de L'incredibile Hulk, trasposizione dell'omonimo personaggio a fumetti pubblicato da Marvel Comics, e nel 2010 cura Scontro tra titani, remake del film degli anni ottanta, di Desmond Davis.
Nell'aprile del 2012 inizia le riprese del film Now You See Me - I maghi del crimine, apparso sul grande schermo in Italia nel luglio 2013.
Nel 2023 dirige Fast X, decimo capitolo della saga Fast and Furious. 

## Filmografia

### Regista

#### Cinema
- The Transporter (2002)
- Danny the Dog (2005)
- Transporter: Extreme (Transporter 2) (2005)
- L'incredibile Hulk (The Incredible Hulk) (2008)
- Scontro tra titani (Clash of the Titans) (2010)
- Now You See Me - I maghi del crimine (Now You See Me) (2013)
- Grimsby - Attenti a quell'altro (The Brothers Grimsby) (2016)
- Due agenti molto speciali 2 (Loin du périph) (2022)
- Fast X (2023)

#### Televisione
- Dark Crystal - La resistenza (The Dark Crystal: Age of Resistance) – serie TV, 10 episodi (2019)
- Lupin – serie TV, 3 episodi (2021)

### Attore
- Asterix e Obelix - Missione Cleopatra (Astérix & Obélix: Mission Cléopâtre), regia di Alain Chabat (2002)
- Valerian e la città dei mille pianeti (Valérian et la Cité des mille planètes), regia di Luc Besson (2017)

### Produttore

#### Cinema
- La furia dei titani (Wrath of the Titans), regia di Jonathan Liebesman (2012)

#### Televisione
- Dark Crystal - La resistenza (The Dark Crystal: Age of Resistance) – serie TV, 10 episodi (2019)